# Maarten van Polheim
Maarten/Martin II von Polhain of Polheim (Pollham, ± 1457 - Steyr, 2 juni 1498) was een kamerheer, ridder, raadsman (diplomaat), adviseur in Bourgondische dienst, heer van Baarland en baron/freiheer van Polheim zu Wells.

## Levensloop
Hij was een zoon van Reinprecht III von Polheim en Elisabeth von Starhemberg. Von Polheim kwam uit het adellijke geslacht "Polheimer" afkomstig uit Opper-Oostenrijk. Hij kreeg zijn opleiding samen met zijn neef Wolfgang von Polheim aan het hof van Keizer Frederik III. Hij kwam rond 1477 mee in het gevolg van Maximiliaan van Oostenrijk naar de Bourgondische Nederlanden. Hij streed mee in de Slag bij Guingate in 1479 en werd er gevangen genomen door de Fransen. Op 4 mei 1481 werd hij tot ridder van het Gulden Vlies benoemd in het kapittel van s-Hertogenbosch. Hij was de tweede Oosterijker, na Bertram von Liechtenstein die deze eer kreeg. In 1483 was hij bij een uitspraak over een Hollandse bede als getuige samen met Wolfgang van Polheim en Veit van Wolkenstein. In 1487 werd hij toegevoegd aan de opgerichte zeskoppige "Raad van financiën" o.a. met Filips van Kleef-Ravenstein, Filips van Bourgondië-Beveren, Jan III van Glymes, Jan & Boudewijn II van Lannoy) Von Polheim was daarbij de enige van buitenlandse afkomst.
In 1488 kwam hij met zijn heer Maximiliaan gevangen te zitten in Brugge en werd hij uitgeleverd aan de Gentenaren tijdens de Bourgondische Successieoorlog; pas na een half jaar werden ze bevrijd uit het Gravensteen, toen Frederik III in Vlaanderen arriveerde.
In 1489 zou Margaretha van Borselen hem als vrouw zijn beloofd, maar deze verkoos liever Walraven van Brederode als haar man, waarna haar vader Wolfert VI van Borselen zijn andere dochter Maria hem als vrouw beloofde. Von Polheim liet deze vernedering niet langs zich heen gaan en vocht het aan bij de Grote raad, waardoor Walraven II van Brederode de verloving moest afkopen voor 1968 florijnse guldens . Hij trouwde in 1489 met Maria van Borselen, vrouwe van Baarland, het huwelijk bleef kinderloos.
Von Polheim moest in 1489 leidinggeven aan het Beleg van Rotterdam, samen met Jan van Egmont, die het krijgsbevel had en Von Polheim de diplomatieke zaken. Hij wist Rotterdam terug te krijgen door het "Verdrag van Capelle" te tekenen met Jonker Frans.
Nadat Maximiliaan zijn vader Frederik III opvolgt als Rooms-Koning, kreeg Maarten het burggraafschap van Steyr toebedeeld en keerde daarmee weer terug naar zijn geboortestreek in Opper Oostenrijk. Hij huwde in 1493 met Regina von Liechtenstein en was vanaf 1495 kamerheer (hofmeester) van Bianca Maria Sforza, de tweede vrouw van Maximiliaan. Hij kocht in 1498 het slot Litzlberg bij de Attersee en overleed enkele maanden daarna in Steyr. Hij werd bijgezet in het minoritenklooster in Wels. Zijn zoon Sigmund Ludwig von Polheim volgde hem op.